# Bogotá Beer Company
Bogotá Beer Company (BBC) es una cervecería de Colombia fundada en el año 2002. Desde mayo de 2015 hace parte de la multinacional belga AB Inbev.

## Historia
El fundador de Bogotá Beer Company, Berny Silberwasser, nacido en Barranquilla pero criado en Cali, estudiaba administración de empresas en la Universidad Icesi de Cali a mediados de los años 90 del siglo XX. Su proyecto de grado fue la creación de bares dentro de los que se pudiera fabricar cerveza. En 1997 realizó una travesía por los Estados Unidos y Europa para aprender el arte cervecero. A su regreso a Colombia, en 1998, fundó el bar restaurante Palos de Moguer, en Cali, con sede en Bogotá, pero por desacuerdos con sus socios vendió su parte de la empresa.
Con las ganancias que le quedaron por la venta de su parte de la empresa anterior, Berny fundó, en el 2000, un bar llamado The Irish Pub, con un socio irlandés, en la Zona T, en Bogotá. El negocio consistía en importar cerveza, pero Berny aún quería crear cerveza artesanal, así que en 2002, con el dinero que tenía, compró maquinaria de segunda mano en los Estados Unidos y fundó Bogotá Beer Company. Debido a que no tenía dinero suficiente, logró que crepes & waffles  se unieran al proyecto, y así pudo abrir el primer local.
El primer BBC Pub se abrió frente al Centro Comercial Andino. Para despachar los cinco barriles necesarios para el pub, la cervecería compró una camioneta Ford 52, que desde 2010 se convirtió en el logo oficial.
Durante 12 años, desde su fundación, la cerveza fue elaborada en una pequeña planta del centro de Bogotá, hasta que en 2014 se abrió una nueva planta, un poco más grande, en el municipio de Tocancipá, con equipos industriales alemanes de la familia Schulz.
En mayo de 2015, la multinacional belga AB Inbev compró Bogotá Beer Company a través de la brasileña AmBev.

## Productos
- BBC Chapinero Porter.
- BBC Cajicá Honey.
- BBC Monserrate Roja.
- BBC Candelaria Clásica.
- BBC Bacatá Blanca.
- BBC Septimazo Ipa.
- BBC Lager Premium.
- BBC Macondo Coffee Stout.
- BBC Mixiripa.